# Стенофагия

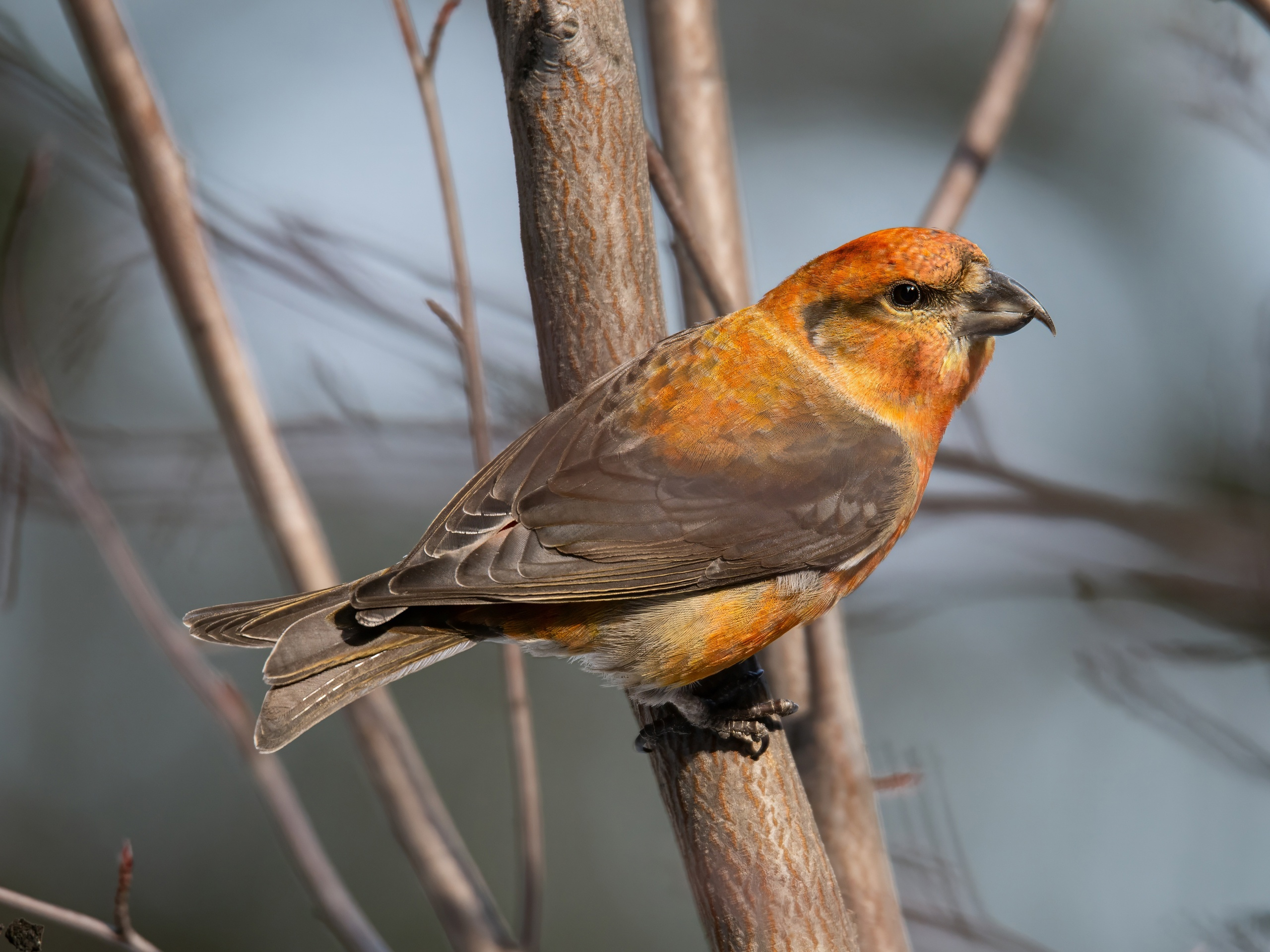
Клесты-еловики питаются семенами хвойных деревьев

Стенофа́гия (от греч. στενός — «узкий, ограниченный» и φᾰγεῖν — «есть, пожирать») — узкоспециализированное питание животных единственным видом пищи (монофагия) или несколькими, но немногими её видами (олигофагия), обычно близкими по составу.
Биологическое преимущество стенофагии — эффективное использование немногих видов пищи в связи с хорошей адаптацией к ним. Она создаёт изоляцию с близкими по пищевому режиму видами, но при изменении условий обитания приводит к угрозе вымирания или к резким колебаниям численности (её недостаток). Обычно присуща биоценозам с богатым видовым составом (например, фауне тропических лесов) и реже встречается у животных, обитающих в высоких широтах, где биоценозы, как правило, бедны видами (там больше животных-полифагов). Многие виды сохраняют стенофагию даже при значительной изменчивости кормовой базы, этому способствуют спячка, нагул, запасание кормов и кочёвки животных, позволяющие удерживать относительно устойчивый рацион.
Противоположный характер питания — полифагия. Его крайняя степень — всеядность, характерная для эврифагов, или пантофагов, питающихся самой разнообразной пищей.

## Стенофаги
Среди птиц: южноамериканский коршун-слизнеед, питающийся почти исключительно болотными улитками, змееяд, рацион которого составляют преимущественно змеи, рыбный филин, чьё меню ограничивается рыбой.
Среди млекопитающих: коала, питающийся исключительно листьями некоторых видов эвкалипта.
Среди рыб: чёрный амур, пищей которого служат моллюски.
Среди змей: яичная змея, питающаяся исключительно яйцами.